# قانون التنظيم المؤقت للسلط العمومية
قانون التنظيم المؤقت للسلط العمومية هو قانون تونسي دستوري تأسيسي تم المصادقة عليه من قبل المجلس الوطني التأسيسي التونسي في 10 ديسمبر 2011، وتم نشره في الرائد الرسمي للجمهورية التونسية في 23 ديسمبر 2011، وقدم بذلك تنظيم دستوري جديد لتونس. خلفا لمرسوم عدد 14 لسنة 2011 مؤرخ في 23 مارس 2011 يتعلق بالتنظيم المؤقت للسلط العمومية ودستور تونس 1959.

يعتبر هذا القانون المعمول به في تونس هو الذي سيسير شؤون الدولة من سنة 2011 حتى صدور الدستور الرسمي الجديد لسنة 2014 من قبل المجلس الوطني التأسيسي.

## السياق التاريخي
بعد خمسة أيام من الجدال، أساسا حول صلاحيات رئيس الجمهورية التونسية، تم التصديق واعتماد الدستور من قبل المجلس الوطني التأسيسي التونسي، بموافقة 141 صوت واعتراض 37 وامتناع 39 عن التصويت أي بتصويت 217 من جملة 217 نائب. 

هذا القانون المتكون من 26 فصل ينظم السلط العمومية في تونس.

## التنظيم المؤسسي

### المجلس التأسيسي
صلاحيات المجلس التأسيسي التي حددت في القانون هي:
- تمثيل السلطة التشريعية.
- انتخاب رئيس المجلس ورئيس الجمهورية.
- مراقبة أعمال الحكومة.
- كتابة الدستور الجديد.

### رئيس الجمهورية

#### الانتخاب
ينتخب المجلس التأسيسي رئيس الجمهورية انتخابا سريا، بالأغلبية المطلقة من أعضائه. في حالة عدم تحصل أحد المرشحين على الأغلبية المطلقة، يتم القيام بدورة ثانية تتكون من المرشحين الذان تحصلا على أعلى نسبة تصويت.

تقديم الترشح مقيد بعدة شروط: أولا يجب أن يكون المترشح مسلما، لا يحمل إلا الجنسية التونسية، يكون أبويه تونسيان، وألا يقل عمره عن 35 سنة.

الرئيس المنتخب يجب عليه تقديم استقالته من حزبه ومن منصبه في المجلس التأسيسي إذا كان عضوا فيه.

يستطيع نواب المجلس سحب الثقة من رئيس الجمهورية بالأغلبية المطلقة، بعد تقديم عارضة سحب ثقة مبررة إلى رئيس المجلس. أنذاك يجب على المجلس ترشيح شخصية ما في مدة تقل عن 15 يوما. في هذا الإطار، يكون رئيس المجلس التأسيسي رئيسا مؤقتا للجمهورية.

#### المهام
قام القانون المنظم للسلط العمومية بتحويل بعض من صلاحيات الرئيس إلى رئيس الحكومة، أساسا رئاسة مجلس الوزراء. مهام رئيس الجمهورية هي:
- تمثيل البلاد.
- إصدار القوانين التي تقرها الجمعية التأسيسية في مدة لا تزيد عن 15 يوما ويوقعها لتدخل حيز التنفيذ.
- يطلب من رئيس الوزراء بتشكيل حكومة أين يقوم أعضائها بالقسم أمام الرئيس.
- تعيين مفتي الجمهورية بالتشاور مع رئيس الحكومة.
- يكون القائد الأعلى للقوات المسلحة ويسهر على أدائها لمهامها.
- إعلان الحرب أو إقرار السلم بموافقة ثلث أعضاء مجلس النواب.
- إقرار المهام العسكرية الكبرى مع وزارة الدفاع ووزارة الخارجية بالتشاور مع رئيس الحكومة.
- إقرار المهام الكبرى لرئاسة الجمهورية.

### الحكومة
تسهر الحكومة على عمل الإدارات في الدولة.

### رئيس الحكومة
يكلف رئيس الجمهورية الحزب الذي له أكبر عدد من المقاعد في المجلس بترشيح شخصية لمنصب رئيس الحكومة وهنا يكلفه رئيس الجمهورية مرة أخرى بتكوين هذه الحكومة. رئيس الوزراء يجب عليه تقديم لائحة أعضاء حكومته لرئيس الجمهورية في مدة لا تتجاوز ال21 يوما. إذا لم يستطع رئيس الحكومة المعين بتشكيل حكومة جديدة، يكلف رئيس الجمهورية ثانية الحزب الأغلبي بترشيح شخصية أخرى لمنصب رئاسة الحكومة حسب الفصل 14. في حالة وفاة أو استقالة أو عدم استطاعة رئيس الوزراء أدائه لمهامه، يكلف رئيس الجمهورية الحزب ذو الأغلبية في المجلس بترشيح شخصية لمنصب رئيس الجمهورية.

خلافا لدستور 1959، رئيس الحكومة وليس رئيس الجمهوية من يرأس مجلس الوزراء.

من هنا فصاعدا، يمكن لرئيس الحكومة إقالة وتعيين واستبدال الوزراء، إلى جانب تعيين مهام كل مؤسسة خاضعة لإشراف رئاسة الحكومة. رئيس الحكومة أيضا هو من يعين الشخصيات التي تشغل أعلى الماصب المدنية في الدولة باستشارة الوزير المهتم بالقطاع المعني. يعين أيضا بالتوافق مع رئيس الجمهورية محافظ البنك المركزي التونسي، الذي يحال على مجلس النواب للموافقة عليه بالأغلبية المطلقة. يمكنه أيضا حل المجالس البلدية أو الجهوية أو المحلية بطلب رأي رئيس الجمهورية.

يمثل رئيس الحكومة البلاد بالخارج إلى جانب رئيس الجمهورية.

يقدم رئيس الحكومة برنامجه إلى المجلس التأسيسي، بعد ذلك يصوت المجلس بإعطاء الثقة للحكومة، وتبدأ من لحظة خروج نتائج التصويت في العمل.

المجلس التأسيسي يراقب عمل الحكومة، ويمكنه تقديم اقتراح حجب الثقة لإيقاف ولايتها. إذا تمت هذه العملية الأخيرة، يقوم الحزب الأغلبي في المجلس بتقديم مرشح الذي يقوم بتقديم تشكيلته الوزارية لرئيس الجمهورية. يمكن للمجلس أيضا أن يقدم اقتراح سحب الثقة من وزير واحد، وفي هذه الحالة تبقى حقيبة هذا الوزير فارغة حتى يعين رئيس الحكومة وزيرا أخر مكانه.

عند الانتهاء من نقاش مجلس الوزراء على مشروع القانون، فإنه يقدمه إلى المجلس التأسيسي من خلال رئيس الوزراء.

## روابط خارجية
- قانون التنظيم المؤقت للسلط العمومية على موقع المجلس الوطني التأسيسي.